# Gouvernement du Niger
Le Gouvernement nigérien conduit la politique du Niger. Il est placé sous l'autorité politique du Premier ministre, qui est le chef du Gouvernement.
Sous la Septième République (2010-2023), il est créé par le titre III, section 2 de la constitution.

## Historique
Les gouvernements sont les suivants :
- Gouvernement Djibo Bakary du 20 mai 1957 au 19 décembre 1958.
- Gouvernement Hamani Diori I du 20 décembre 1958 au 24 novembre 1965.
- Gouvernement Hamani Diori II du 24 novembre 1965 au 22 novembre 1970.
- Gouvernement Hamani Diori III du 22 novembre 1970 au 15 avril 1974 (renversé par un coup d'État militaire).
- Gouvernement Seyni Kountché du 15 avril 1974 au 24 janvier 1983.
- Gouvernement Hama Amadou (1) du 5 janvier 2000 au 17 septembre 2001.
- Gouvernement Hama Amadou (2) du 17 septembre 2001 au 9 novembre 2002.
- Gouvernement Hama Amadou (3) du 9 novembre 2002 au 30 décembre 2004.
- Gouvernement Hama Amadou (4) nommé le 30 décembre 2004 au 31 mai 2007 (renversé par une motion de censure, adoptée par 62 voix, sur 113 députés membres de l'Assemblée nationale).
- Gouvernement Seyni Oumarou du 31 mai 2007 au 17 février 2010 (renversé par un coup d'État militaire).
- Gouvernement Mahamadou Danda du 1er mars 2010 au 12 septembre 2011.
- Gouvernement Brigi Rafini du 12 septembre 2011 au 3 avril 2021.
- Gouvernement Ouhoumoudou Mahamadou à partir du 9 avril 2021.
- Gouvernement Ali Lamine Zeine, depuis le 9 août 2023.

## Gouvernement actuel
| Portefeuille | Titulaire | Titulaire                 | Parti     |
| --- | --------- | ------------------------- | --------- |
| Premier ministre Ministre de l’Économie et des Finances                                                                            |           | Ali Lamine Zeine          | SE        |
| Ministre d'État Ministre de la Défense nationale                                                                                   |           | Salifou Modi              | Militaire |
| Ministre d'État Ministre de l'Intérieur, de la Sécurité publique et de l'Administration du territoire                              |           | Mohamed Toumba            | Militaire |
| Ministre de la Jeunesse et des Sports                                                                                              |           | Amadou Abdramane          | Militaire |
| Ministre des Affaires étrangères, de la Coopération et des Nigériens à l'extérieur                                                 |           | Bakary Yaou Sangaré       | SE        |
| Ministre de la Santé publique, de la Population et des Affaires sociales                                                           |           | Garba Hakimi              | Militaire |
| Ministre directeur de cabinet du président du CNSP                                                                                 |           | Soumana Boubacar          | SE        |
| Ministre de l’Agriculture et de l'Élevage                                                                                          |           | Mahaman Elhadj Ousmane    | SE        |
| Ministre de l'Enseignement supérieur, de la Recherche et de l'Innovation technologique                                             |           | Mahamadou Saidou          | SE        |
| Ministre de l'Éducation nationale, de l'Alphabétisation, de l'Enseignement professionnel et de la Promotion des langues nationales |           | Elizabeth Cherif          | SE        |
| Ministre des Transports et de l'Équipement                                                                                         |           | Salissou Mahaman Salissou | Militaire |
| Ministre de l’Hydraulique, de l'Assainissement et de l'Environnement                                                               |           | Maizama Abdoulaye         | Militaire |
| Ministre de la Justice et des Droits de l'homme, garde des Sceaux                                                                  |           | Alio Daouda               | SE        |
| Ministre de la Fonction publique, du Travail et de l'Emploi                                                                        |           | Aissatou Abdoulaye Tondi  | SE        |
| Ministre de l'Urbanisme et de l'Habitat                                                                                            |           | Salissou Sahirou Adamou   | SE        |
| Ministre de l’Action humanitaire et de la Gestion des catastrophes                                                                 |           | Aissa Lawan Wandarama     | SE        |
| Ministre du Pétrole, des Mines et de l'Énergie                                                                                     |           | Mahaman Moustapha Barké   | MODEN/FA  |
| Ministre de l’Artisanat et du Tourisme                                                                                             |           | Aghaichata Guichene Atta  | SE        |
| Ministre de la Communication, des Postes et de l'Économie numérique                                                                |           | Sidi Mohamed Raliou       | SE        |
| Ministre du Commerce et de l'Industrie                                                                                             |           | Seydou Asman              | SE        |
| Ministre délégué auprès du Premier ministre, chargé des Finances                                                                   |           | Moumouni Boubacar Saidou  | SE        |

## Sources

## Compléments